# فرودگاه نیروی هوایی سلطنتی گوترسلو

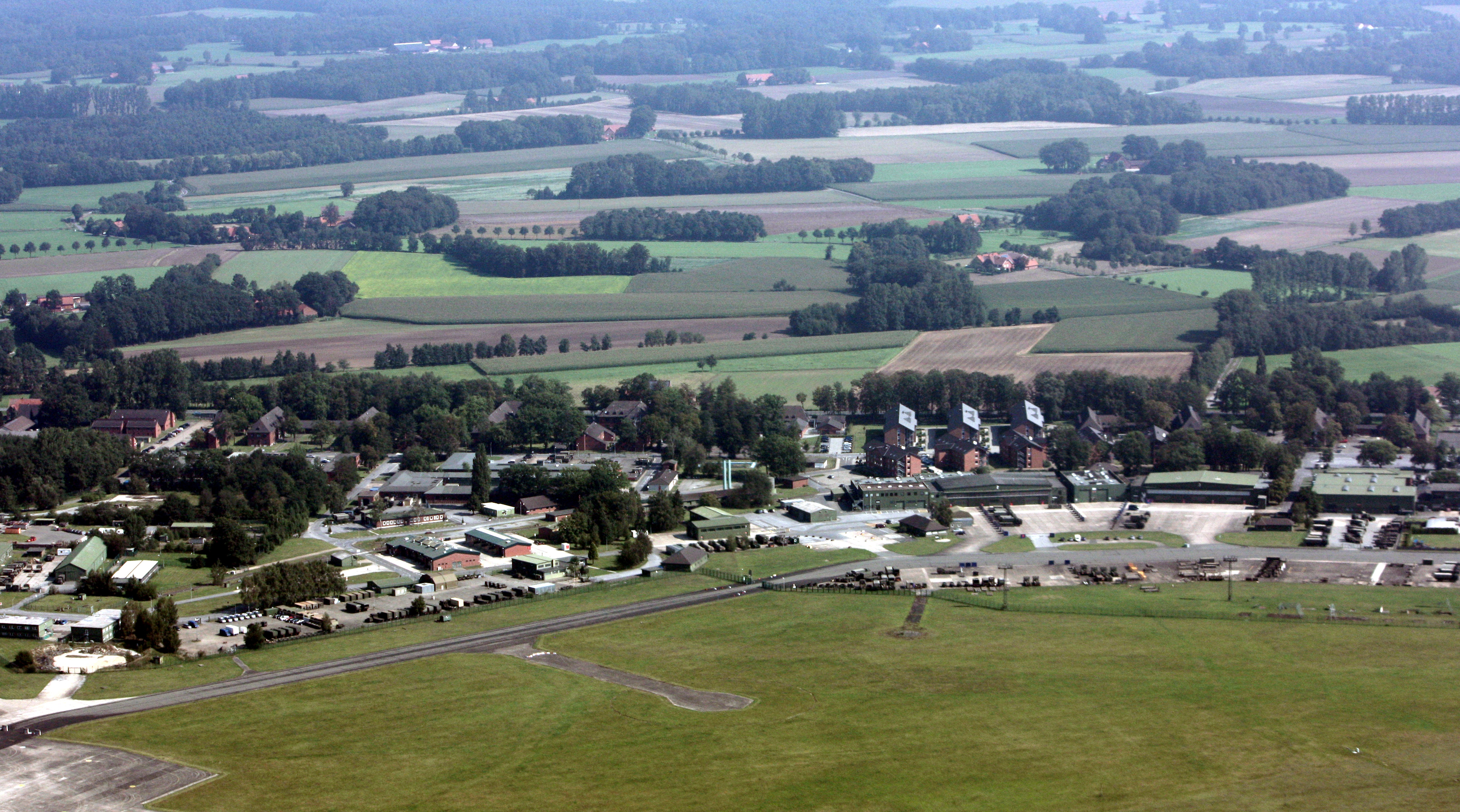
فرودگاه گوترسلو

فرودگاه نیروی هوایی سلطنتی گوترسلو (به انگلیسی: RAF Gütersloh) یک فرودگاه ایستگاه پروازی است . این فرودگاه در کشور انگلستان قرار دارد .